# Biographisches Lexikon für Pommern
Das Biographische Lexikon für Pommern ist ein mehrbändiges Nachschlagewerk mit Biographien über Persönlichkeiten, die in der Region Pommern gelebt haben oder dort geboren wurden. Das von 2013 bis 2019 in drei Bänden erschienene Werk ist zugleich Band 5 der Veröffentlichungen der Historischen Kommission für Pommern. In dieser Reihe bildet es den Band 48 der Forschungen zur Pommerschen Geschichte. Die Herausgeber Dirk Alvermann und Nils Jörn publizierten im Böhlau Verlag bisher
- Band 1, 2013, ISBN 978-3-412-20936-0 und ISBN 3-412-20936-8; Inhaltsverzeichnis und Inhaltstext
- Band 2, 2015, ISBN 978-3-412-22541-4 und ISBN 3-412-22541-X; Inhaltsverzeichnis und Inhaltstext
- Band 3, 2019, ISBN 978-3-412-50072-6 und ISBN 3-412-50072-0; als Online-Ausgabe ISBN 978-3-412-50073-3 und ISBN 978-3-412-50074-0; Inhaltsverzeichnis[1]